# San Miguel del Pino
San Miguel del Pino ist ein nordspanischer Ort und eine Gemeinde (municipio) mit 367 Einwohnern (Stand: 2024) in der Provinz Valladolid in der autonomen Region Kastilien-León.

## Lage
San Miguel del Pino liegt in der kastilischen Hochebene in einer Höhe von etwa 675 m am Río Duero, der die Gemeinde im Süden begrenzt. Die Autovía A-62 bildet die nördliche Gemeindegrenze. Die Provinzhauptstadt Valladolid befindet sich knapp 17 km (Fahrtstrecke) nordöstlich. Durch die Gemeinde führt die Autovía A-62. Das Klima im Winter ist durchaus kalt, im Sommer dagegen warm bis heiß; die spärlichen Regenfälle (ca. 466 mm/Jahr) fallen verteilt übers ganze Jahr.

## Bevölkerungsentwicklung
| Jahr      | 1970 | 1981 | 1991 | 2001 | 2011 | 2021 |
| Einwohner | 309  | 237  | 218  | 235  | 294  | 350  |

## Sehenswürdigkeiten
- Michaeliskirche (Iglesia de San Miguel Arcángel) aus dem 12. Jahrhundert

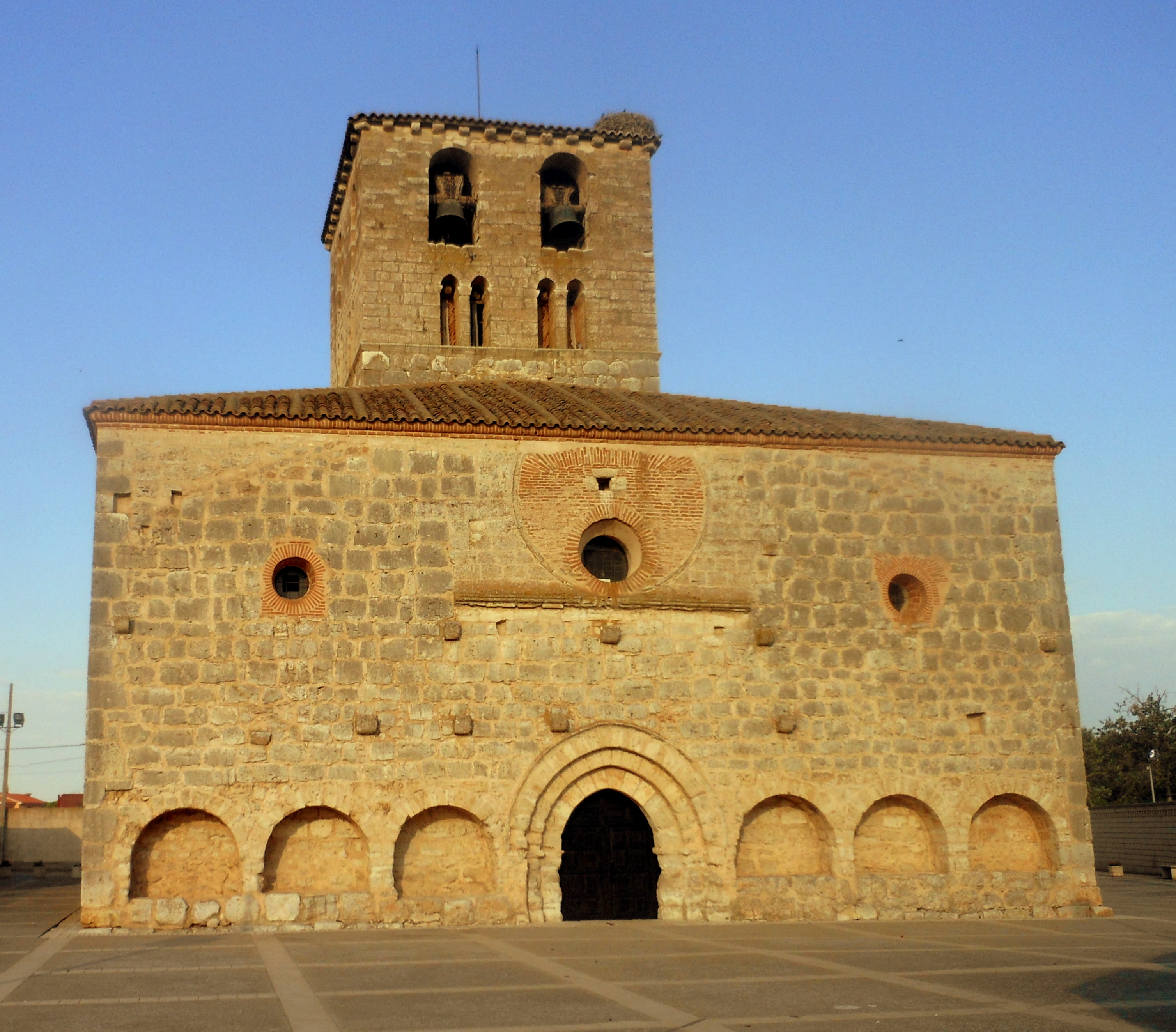
Michaeliskirche